# Шеридан (Мичиген)
Шеридан (енгл. Sheridan) град је у америчкој савезној држави Мичиген.

## Демографија
По попису из 2010. године број становника је 649, што је 56 (-7,9%) становника мање него 2000. године.
| Група             | 2000.       | 2010.       |
| Белци             | 681 (96,6%) | 612 (94,3%) |
| Афроамериканци    | 7 (1,0%)    | 4 (0,6%)    |
| Азијати           | 0 (0,0%)    | 3 (0,5%)    |
| Хиспаноамериканци | 7 (1,0%)    | 11 (1,7%)   |
| Укупно            | 705         | 649         |